# Университет штата Теннесси
Университет штата Теннесси (TSU) (англ. Tennessee State University) — американский государственный университет (университет штата), расположенный в городе Нашвилл, штат Теннесси. Единственный в штате исторически чёрный вуз.

## История
Университет был первоначально организован как Сельскохозяйственная и Индустриальная Государственная Нормальная Школа (англ. Agricultural and Industrial State Normal School) для афроамериканцев в 1909 году и начал принимать студентов с 19 июня 1912 года. Статус учебного заведения был повышен до четырехлетнего колледжа в 1922 году, а спустя два года его название было изменено на Сельскохозяйственный и Индустриальный Государственный Нормальный колледж (англ. Agricultural and Industrial State Normal College). В 1927 году слово «Normal» было исключено из названия.
Колледжу был присвоен статус университета в 1951 году, и он был переименован в Сельскохозяйственный и Индустриальный университет Теннесси Государственным советом по образованию штата Теннесси в 1958 году. В 1968 году законодательное собрание штата переименовало вуз в Университет штата Теннесси.
Современный Университет штата Теннесси существует в результате постановления суда от 1 июля 1979 года о слиянии университета штата Теннесси и бывшего традиционно белого учреждения университета штата Теннесси в Нэшвилле. Это привело к строительству здания кампуса, известного сегодня как Avon Williams Campus.
Основанный в 1912 году, университет штата Теннесси резко вырос из небольшого колледжа до достаточно крупного учебного заведения (до двух кампусов): 500 акров главного кампуса и в центре Avon Williams кампус, который расположен в центре города Нашвилл, недалеко от Капитолия. Количество студентов — более чем 9000, которые представляют 45 штатов и 45 стран.

## Образовательные программы
В Университете Теннесси можно получить образование по 38 степеням бакалавра и 22-х степеней магистров. Также можно получить степень доктора биологических наук, психологии, государственного управления, информационных систем вычислительной техники, управления и надзора и др.

## Структура университета

### Колледжи
- Инженерный колледж
- Колледж бизнеса
- Колледж гуманитарных наук
- Педагогический колледж
- Колледж наук о здоровье

## Известные выпускники
- Майкл Кевин Кирни
- Томас, Уильям Айзек
- Опра Уинфри

См. также: Категория:Выпускники Университета штата Теннесси